# Katja Vuković
Katja Vuković (* 13. September 2006 in Zagreb, Kroatien) ist eine kroatische Handballspielerin, die dem Kader der kroatischen Nationalmannschaft angehört.

## Karriere

### Im Verein
Vuković begann das Handballspielen im Alter von sieben Jahren beim kroatischen Verein ŽRK Dugo Selo '55. Da der Verein nicht über genügend gleichaltrige Spielerinnen verfügte, musste sie in der nächsthöheren Altersklasse mitspielen. Später erhielt die Außenspielerin schon in Jugendjahren Spielanteile in der Erstligamannschaft von ŽRK Dugo Selo '55. Im Jahr 2022 unterschrieb sie einen Fünfjahresvertrag beim kroatischen Erstligisten ŽRK Podravka Koprivnica. Mit Podravka Koprivnica gewann sie 2024 und 2025 die kroatische Meisterschaft sowie 2023, 2024 und 2025 den kroatischen Pokal.

### In der Nationalmannschaft
Vuković lief für die kroatische Jugendnationalmannschaft auf, mit der sie an der U-17-Europameisterschaft 2023 und an der U-18-Weltmeisterschaft 2024 teilnahm. Am 22. November 2024 gab sie ihr Länderspieldebüt für die kroatische A-Nationalmannschaft gegen die nordmazedonische Auswahl. Kurz darauf nahm sie mit Kroatien an der Europameisterschaft 2024 teil. Mit der kroatischen Juniorinnennationalmannschaft nahm sie an der U-19-Europameisterschaft 2025 teil.